# Campeonato de Francia de Rugby 15 1934-35
El Campeonato de Francia de Rugby 15 1934-35 fue la 39.ª edición del Campeonato francés de rugby, la principal competencia del rugby galo.
El campeón del torneo fue el equipo de Biarritz quienes obtuvieron su primer campeonato.

## Desarrollo

### Primera Fase
| marzo de 1935 | Biarritz | 6 - 3 | Grenoble |  |  |

| marzo de 1935 | Toulon | 4 - 3 | Brive |  |  |

| marzo de 1935 | Pau | 18 - 11 | UA Libourne |  |  |

| marzo de 1935 | FC Lézignan | 8 - 4 | FC Oloron |  |  |

### Octavos de final
| marzo de 1935 | Biarritz | 11 - 0 | Toulouse |  |  |

| marzo de 1935 | Béziers | 6 - 0 | Lyon OU |  |  |

| marzo de 1935 | Tarbes | 14 - 0 | Stade Bordelais |  |  |

| marzo de 1935 | Toulon | 15 - 3 | Narbonne |  |  |

| marzo de 1935 | Perpignan | 3 - 0 | Pau |  |  |

| marzo de 1935 | Bayonne | 11 - 4 | FC Lézignan |  |  |

| marzo de 1935 | CS Vienne | 6 - 3 | Stade Pézenas |  |  |

| marzo de 1935 | Racing Club | 8 - 3 | Montferrand |  |  |

### Cuartos de final
| abril de 1935 | Biarritz | 16 - 8 | Béziers |  |  |

| abril de 1935 | Tarbes | 8 - 3 | Toulon |  |  |

| abril de 1935 | Perpignan | 19 - 8 | Bayonne |  |  |

| abril de 1935 | CS Vienne | 10 - 6 | Racing Club |  |  |

### Semifinal
| abril de 1935 | Biarritz | 10 - 3 | Tarbes |  |  |

| abril de 1935 | Perpignan | 11 - 10 | CS Vienne |  |  |

### Final
| 12 de mayo de 1935 | Biarritz | 3 - 0   | Perpignan | Stade des Ponts Jumeaux, Toulouse |  |
|                    |          | Reporte |           |                                   |  |

| Bandera de Francia |
| Campeón Biarritz   |
| Primer título      |